# Lyndie Tchaptchet
Lyndie Tchaptchet Defo (también aparece como Lyndie Tchaptchet Djuissie, Yaundé, 13 de enero de 2005) es una jugadora de balonmano española de origen camerunés que juega de pivote con el Bera Bera y la selección española de balonmano.

## Trayectoria
Criada en la cantera navarra del Beti-Onak, junto a su hermana Lysa Tchaptchet, en la que destacaron en los CESA (medalla de oro juvenil con la selección autonómica navarra) y recibió sus primeras llamadas con las Guerreras Júnior.
Tras una brillante primera temporada en la Iberdrola con el conjunto navarro, fichó por el gran dominador de la competición nacional entre los años 2010 y 2020, el equipo de San Sebastián del Super amara bera bera. En su primera temporada, la 2023/24, jugó por primera vez en Europa, en la segunda competición, la EHF European League, ante el Sola HK noruego, a doble partido, marcando sus 6 primeros tantos en competición europea.
Su primera temporada en el equipo donostiarra se hizo con el triplete, levantando Liga, Copa y Supercopa Ibérica, además de ser reconocida como la mejor pivote de la máxima competición nacionalimponiéndose a la potente pivote catalana Eli Cesáreo.
Con la selección española formó parte de la primera convocatoria de Ambros Martín a su llegada a los banquillos de las Guerrerasdebutando el 24 de octubre de 2024, en un doble enfrentamiento ante Suecia y fue parte de la preselección para el Campeonato de Europa de 2024. Además, ha sido jugadora de la juvenil, con la que alzó la EHF Championship del 2023y de la Júnior, con la que alzó la President's Cup del 2024.

### Clubes
- - 2023: Beti-Onak
- 2023-: Super amara Bera Bera

#### Datos con clubes
|                           | Partidos | Goles |
| ------------------------- | -------- | ----- |
| Liga                      | 56       | 163   |
| Copa                      | 5        | 11    |
| EHF                       | 2        | 6     |
| Total                     | 63       | 180   |
| Datos hasta junio de 2024 |          |       |

## Títulos y galardones

### Competiciones de clubes
- 2 x Liga Guerreras Iberdrola (2023-24, 2024-25)[17]
- 2 x Copa de la Reina (2023-24, 2024-25)
- 2 x Supercopa Ibérica (2023-24, 2024-25)

### Selección

#### Selección en etapa formativa
- 1 x  Campeona de España juvenil (Navarra, 2023)[5]
- 1 x President's Cup (Mundial Júnior 2024)
- 1 x  EHF Championship (2023)[14]

### Galardones individuales
- 3 x Mejor pivote DHF (2022-23, 2023-24, 2024-25)[18]
- 1 x Mejor defensora DHF (2024-25)
- 1 x Mejor promesa DHF (2022-23)

## Vida
Lyndie Tchaptchet llegó a Navarra con su familia cuando era muy pequeña procedente de Camerún. Se asentaron en la localidad de Villava, donde comenzó a jugar al balonmano. Es hermana de la jugadora, que también ejerce de pivote, Lysa Tchapcthet. Su abuelo jugaba también en su Camerún natal.